# Goodenia boormanii
Goodenia boormanii är en tvåhjärtbladig växtart som beskrevs av Kurt Krause. Goodenia boormanii ingår i släktet Goodenia och familjen Goodeniaceae. Inga underarter finns listade i Catalogue of Life.